# Territorio Indígena China Kichá
China Kichá (en cabécar, se escribe Chína̱ Kicha) es uno de los territorios indígenas del pueblo cabécar de Costa Rica, fundado en 2001.

La lengua cabécar es la más hablada por la población, en un 80% (alcanza hasta el 96% en Chirripó). Los cabécar son la comunidad indígena costarricense más aislada y de más difícil acceso, por lo que también es una de las que más ha preservado su cultura, idioma y religión.

## Demografía
Para el censo de 2011, este territorio tiene una población total de 105 habitantes, de los cuales 46 habitantes (43,81%) son autoidentificados cómo de etnia indígena.